# Roger Vercel
Roger Vercel est le pseudonyme, puis le patronyme officiel (décret du 25 septembre 1936) de Roger Delphin Auguste Cretin, né le 8 janvier 1894 au Mans et mort le 26 février 1957 à Dinan, écrivain français.

## Biographie

### Formation et Première Guerre mondiale
Roger Vercel suit des études de lettres à la faculté des lettres de Caen.
Au début de la Première Guerre mondiale, en 1914, il est mobilisé. En raison de sa mauvaise vue, il est affecté comme brancardier sur les champs de bataille du Nord et de l'Est de la France. Il prend ainsi part aux batailles de l'Yser, de Champagne, de la Somme. Gazé à l'ypérite, blessé au bras gauche, titulaire d'une citation, il reçoit la croix de guerre.
L'armée manquant de gradés, il est incité à suivre une formation d'élève-officier, en juillet 1917, à Saint-Cyr d'où il sort aspirant. Puis il termine la guerre sur le front d'Orient, en Roumanie, chargé de la propagande, puis magistrat-instructeur à la prévôté. Il ne sera démobilisé qu'en octobre 1919, un an après l'armistice, titulaire de la médaille commémorative de Roumanie.
Il reçoit le grade de sous-lieutenant en 1920.

### Après-guerre
Ayant passé une licence ès lettres en 1920, mais souffrant toujours des poumons, il sollicite un poste d'enseignant dans une ville au climat maritime, sur les conseils de ses médecins. Il rejoint alors Dinan, où il est nommé en octobre 1920 professeur de lettres au collège municipal de garçons.
En 1927, il soutient une thèse de doctorat ès lettres dont le sujet est « Les images dans l'œuvre de Corneille ». La thèse complémentaire est un lexique des images de Pierre Corneille et de Racine. L'Académie française lui attribue pour ce travail le prix Saintour d'histoire littéraire.
Ses souvenirs de guerre lui inspirent quelques-uns de ses premiers livres (Notre père Trajan, Capitaine Conan, Léna), mais c'est le monde maritime qui est au cœur de son œuvre. En effet, Vercel est passionné par la mer et la vie des marins, et bien que n'ayant pratiquement jamais pris la mer lui-même, la plupart de ses romans se déroulent dans un cadre maritime. En 1934, il rencontre Louis Malbert, capitaine du remorqueur Iroise, qui l'inspire pour l'écriture du roman Remorques qui sera adapté au cinéma en 1941 par Jean Grémillon avec Jean Gabin dans le rôle du capitaine Malbert.
L'auteur obtient le prix Goncourt en 1934 pour Capitaine Conan, roman partiellement autobiographique fondé sur son expérience du front d'Orient et de défenseur au conseil de guerre.

### Seconde Guerre mondiale et dernières années

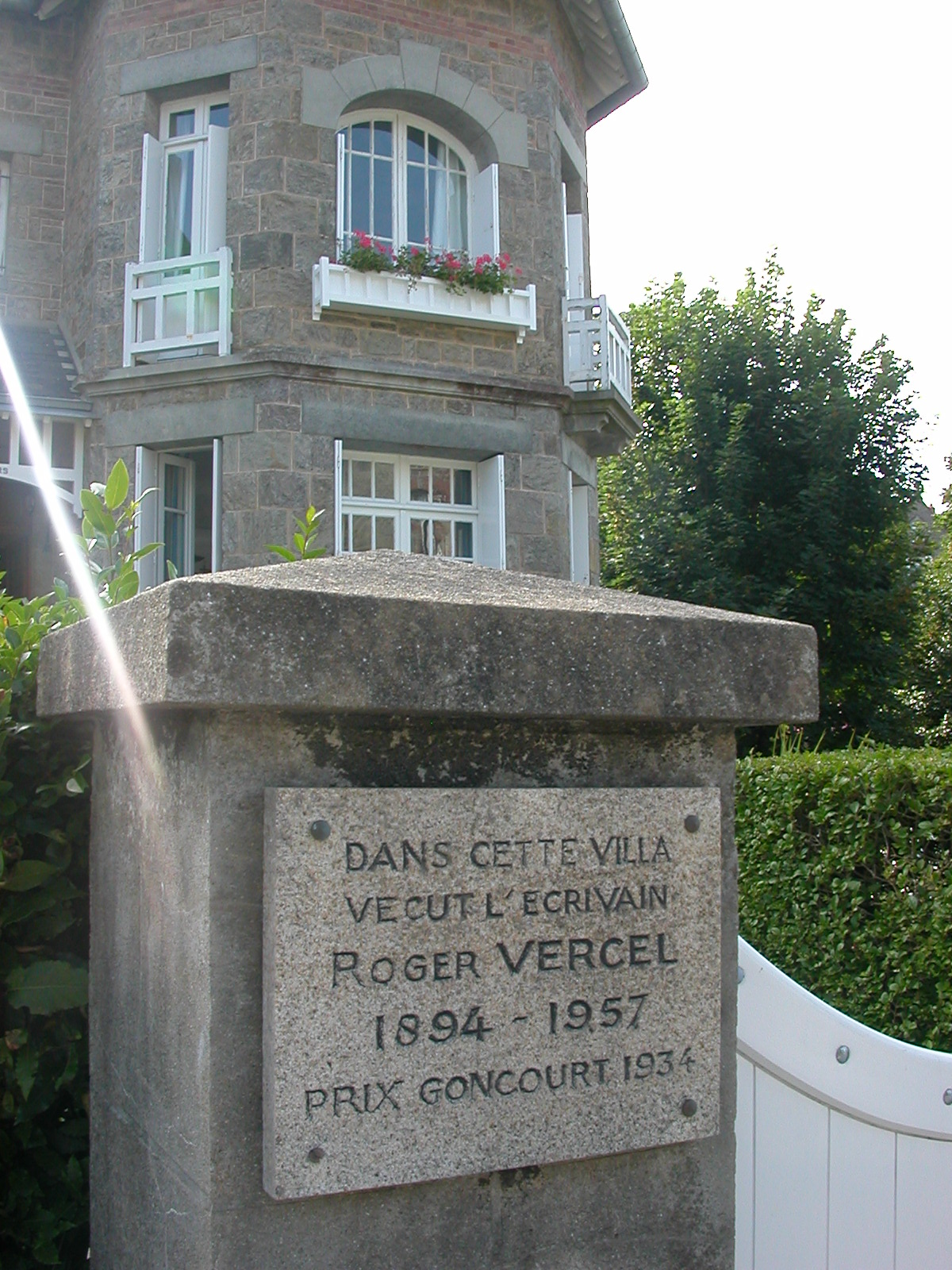
La villa de Roger Vercel à Dinard.

Vercel est mobilisé d'août 1939 à juillet 1940, date à laquelle il reprend son enseignement en première au lycée de Dinan.
Un article violemment antisémite, qu'il publie le 16 octobre 1940, est exhumé des archives du journal L'Ouest-Éclair (futur Ouest-France) en 2011 et jette un voile sombre sur cette période de la vie de l'écrivain. Après la guerre, il est mis à la retraite d'office, par arrêté du ministre de l'Éducation nationale en date du 19 septembre 1945, sur avis du conseil académique d’enquête de l'académie de Rennes du 1er mai 1945, pour avoir « publié plusieurs articles où il soutient la politique du maréchal Pétain et de l'amiral Darlan, articles de nature à détruire l'esprit de résistance. » Cette décision sera sans effet, puisque Vercel, depuis 1941, obtenait chaque année un congé d'inactivité pour ses publications littéraires.
En revanche, à la Libération, aucune charge contre lui n'émanera du comité FFI de Dinan, ni du Comité national des écrivains, ni de la commission d'épuration de la Société des gens de lettres. L'article du 16 octobre 1940 est le seul texte antisémite de Vercel, qui a toujours refusé de publier dans la presse collaborationniste.
Cette prise de position sera oubliée, et ne subsistera de Roger Vercel que l'auteur reconnu de Capitaine Conan. Décoré de la Légion d’honneur en 1938, et n'en ayant pas été privé à la Libération, il est promu au grade d’officier par décret du 30 août 1949.
C'est à Dinan, ville où il sera inhumé, que Roger Vercel s'éteint, âgé de 63 ans, en 1957, d'une pleurite, conséquence de son intoxication à l'ypérite pendant la Grande Guerre, dont il aura gardé des séquelles pendant toute sa vie.

### Famille
Il est le père de Simone Roger-Vercel (1923-2015), écrivaine, et de Jean Vercel (1929-2011), artiste peintre et photographe  et  Colette Vercel  

### Distinctions
- Croix de guerre, avec étoile de bronze
- Médaille commémorative de Roumanie
- Officier de la Légion d'honneur (1949) (chevalier en 1938)

## Commentaire
Dans Roger Vercel, l'écrivain qui aimait la mer, Jean-Yves Ruaux écrit : 

« Le héros – rarement une héroïne – de Vercel est un homme de terrain, pas un intellectuel, un taciturne que les circonstances acculent à la grandeur. Il s’étiole en temps de paix et d’inaction comme Conan. Philippe Torreton en a campé la veulerie, retour au pays, dans le film que Bertrand Tavernier a tiré du roman. Comme les premières œuvres du romancier, Capitaine Conan tire sa substance de son expérience de commissaire-rapporteur au conseil de guerre sur le front d’Orient. Macédoine, Roumanie, Bulgarie, Ukraine… Le jeune homme fait un an de rab. Pour lui, la guerre de 14-18 s’arrête en 19. »

## Œuvre

### Romans
- Notre père Trajan, Albin Michel, 1930
- En dérive, Albin Michel, 1931 ; réédition, Éditions Pascal Galodé, 2009
- Au large de l'Eden, Albin Michel, 1932
- Le Maître du rêve, Albin Michel, 1933
- Capitaine Conan, 1934 (réimpr. 1996) (lire en ligne)
- Remorques, Albin Michel, 1935 ; Les Bibliophiles de France, 1957, édition illustrée par René Genis de lithographies en couleurs
- Léna, Albin Michel, 1936 ; rééd. Les Éditions du Sonneur, 2012
- Sous le pied de l'archange, Albin Michel, 1937
- Jean Villemeur, Albin Michel, 1939
- La Hourie, Albin Michel, 1942
- Aurore boréale, Albin Michel, 1947
- La Caravane de Pâques, Albin Michel, 1948 (illustrations par Frédéric Back) ; rééd., Éditions Pascal Galodé, 2010
- La Fosse aux vents :
  -  I. Ceux de la Galatée, Albin Michel, 1949
  -  II. La Peau du diable, Albin Michel, 1950
  -  III. Atalante, Albin Michel, 195.
- Visage perdu, Albin Michel, 1953
- Le Bateau qui pleure[5], coll. « À travers l'univers », Tallandier, 1953
- L'Île des revenants, Albin Michel, 1954
- Été indien, Albin Michel, 1956
- Romans de mer : Remorques - En deuil - La Caravane de Pâques, Albin Michel, 2012, 514 p.

### Nouvelles
- Rencontrées sur l'épave, NRF Gallimard, 1936
- Le Vœu de Quintin in Cinq histoires de France, Roger Dacosta pour le laboratoire de l'Hépatrol, 1937
- La Clandestine, Albin Michel, 1941
- Mer blanche in Lectures de Paris no 3, S.E.P.E., 1945
- Rafales, Albin Michel, 1946 (recueil contenant aussi Rebelles, Le Passager, Enfances, À la cime, Langoz, Nadia Zagoska)
- La Mauvaise Passe in Trio no 1, éd. Colbert, 194
- Au bout du môle, Albin Michel, 1960
- La Tête d'Henri IV, N.R.F. Gallimard, 1960 (rééd. de Rencontrées sur l'épave sous un nouveau titre)
- Vent de Terre, Albin Michel, 1961
- Goar et l'Ombre, recueil comprenant La Gorgone et l'Évohé, La Main, Le Vœu de Quintin, Cambriolages, L'Île, La Noce, Floating vampire, Le Naufrage de la Sylvie, Albin Michel, 1962

### Récits
- Croisière blanche, Albin Michel, 1938
- À l'assaut des pôles, Albin Michel, 1938
- Visages de corsaires, Albin Michel, 1943
- La Rance, éd. Arc-en-ciel, 1945
- Fleuve rouge, dans Les Œuvres libres, no 8, Arthème Fayard, 1946
- Le Fleuve : Les Grandes Heures de la vie de Francis Garnier, éd. de la Nouvelle France, 1946 (contient Fleuve rouge)
- Du Saint-Malo d'aujourd'hui à la Rance d'hier, dans Les Œuvres libres no 14, Arthème Fayard, 1946
- « Il y a dix ans disparaissait Charcot », dans Historia no 1, 6 p., Tallandier 1946
- Trois pots de fleurs dans la pièce d'eau, éd. Arc-en-ciel , 1947
- Saint-Malo et l'âme malouine, Albin Michel, 1948
- Un troisième centenaire : Jean Bart, corsaire, dans Historia no 47, 8 p., Tallandier 1950
- Francis Garnier à l'assaut des fleuves, Albin Michel, 1952
- En Bretagne, la Côte d'Emeraude (du Mont-Saint-Michel à Paimpol), Arthaud, 1952
- Le Grand Pavois, (avec Jean Raynaud), France Empire, 195
- Boulogne, grand port de pêche, Comité d'entraide des familles des marins péris en mer lors du naufrage du chalutier Colbert, Imprimerie Beuchet et Vanden Brugge, Nantes, février 1956 (illustrations de Mathurin Méheut)
- « À l'assaut du pôle sud », dans Historia no 111, 9 p., Tallandier 1956
- « Un homme : Charcot », dans Historia no 118, 3 p., Tallandier 1956
- Les Îles anglo-normandes, Albin Michel, 1956
- Pêcheurs des quatre mers, L'Imprimerie moderne de Nantes, 1957 (illustrations Mathurin Méheut, Albert Brenet, Marin Marie)
- Il y a cinquante ans : Peary vainqueur du pôle Nord ? in Historia no 149, 6 p., Tallandier 1959
- Bretagne aux cent visages, Albin Michel, 1959
- Le Roman d'Agrippine, Albin Michel, 1965
- Le Centenaire de Nansen in Historia no 179, 8 p., Tallandier 1961

### Biographies
- Du Guesclin, Albin Michel, 1932 ; Éditions Arc-en-ciel, 1944 (illustrations par Frédéric Back) ; Éditions de la Nouvelle France, 1944 (illustration de Jacques Lechantre)
- Le Bienheureux Charles de Blois, Albin Michel, 1942
- Nos vaillants capitaines, Impr. de Curial-Archereau, 1945

### Études
- Les Images dans l'œuvre de Corneille, thèse pour le doctorat ès-lettres, A. Olivier, 1927
- Lexique comparé des métaphores dans le théâtre de Corneille et de Racine, thèse complémentaire pour le doctorat ès-lettres, A. Olivier, 1927 Prix Saintour de l’Académie française en 1929
- Un programme d'éducation générale in Disciplines d'action, Vichy, Paris, Commissariat général à l'éducation générale et aux sports, 1942

## Adaptations cinématographiques
Plusieurs de ses œuvres ont été portées à l'écran :
- 1941 : Remorques, film français réalisé par Jean Grémillon, avec Jean Gabin, Michèle Morgan, Madeleine Renaud et Fernand Ledoux
- 1949 : Du Guesclin, film français réalisé par Bernard de Latour, avec Fernand Gravey, Gisèle Casadesus, Louis de Funès et Gérard Oury
- 1949 : Les Eaux troubles, film français réalisé par Henri Calef, avec Jean Vilar, Ginette Leclerc, André Valmy et Mouloudji. Il s'agit d'une adaptation de la nouvelle Lames sourdes.
- 1954 : Le Grand Pavois, film français réalisé par Jacques Pinoteau, avec Nicole Courcel, Marie Mansard et Jean-Pierre Mocky
- 1996 : Capitaine Conan, film français réalisé par Bertrand Tavernier, avec Philippe Torreton, Samuel Le Bihan et Bernard Le Coq

## Hommage

### Plaques

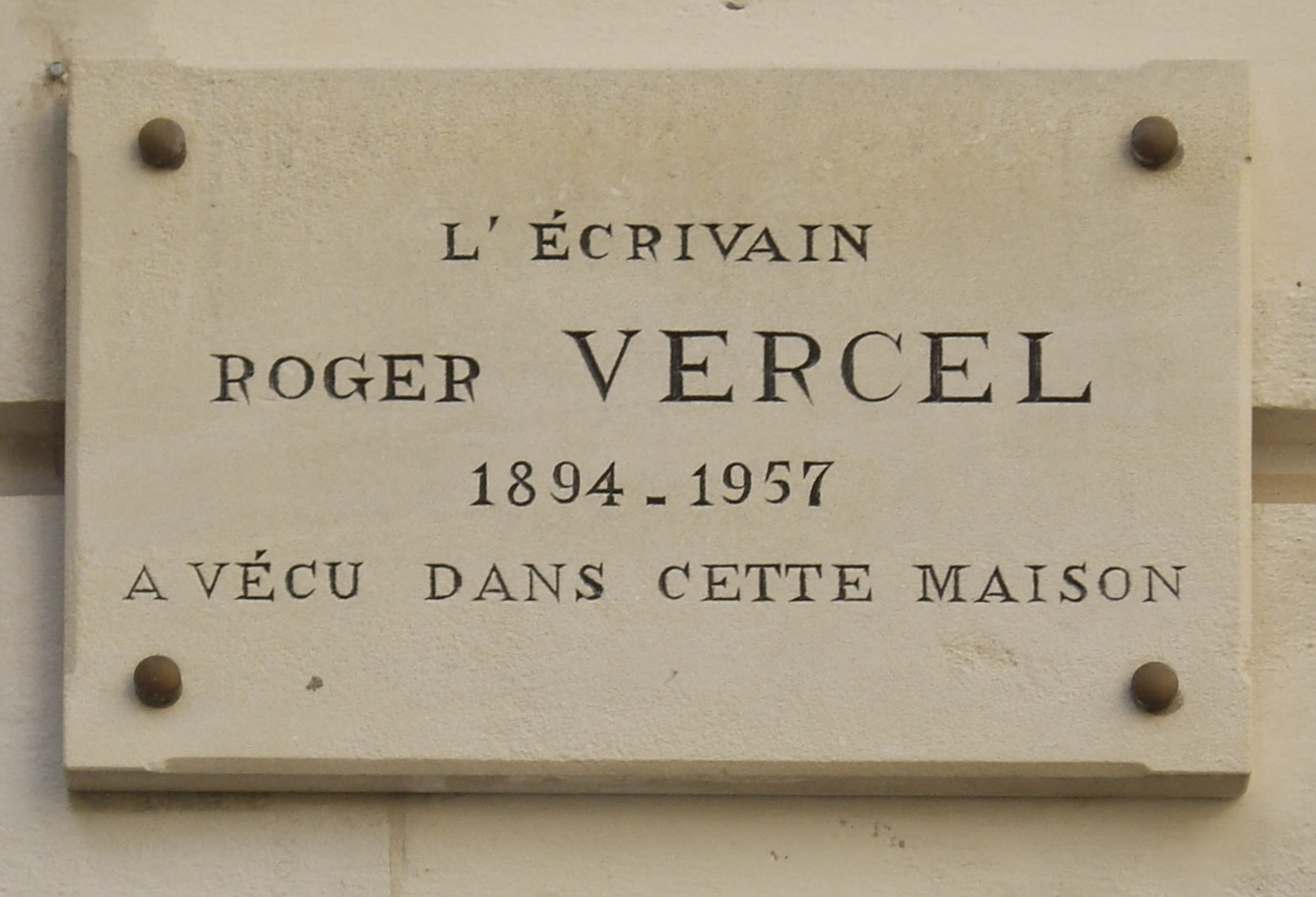

- Deux plaques commémoratives lui rendent hommage : l'une 20 rue Chalgrin (16e arrondissement de Paris), l'autre 6 rue Roger Vercel à Dinard, deux maison où il vécut.

### Nommés d'après lui
- Une dizaine de rues en France portent le nom de Roger Vercel[6], principalement en Bretagne, notamment à Cancale, Dinan, Dinard, Pontivy, Saint-Brieuc et Saint-Malo[7].
- Deux collèges d'enseignement secondaire, à Dinan[8] (en 1966, collège où il a enseigné pendant 21 ans) et au Mans, sa ville natale[9] (collège de la rue Prémartine), portent son nom.

### Archives
- Archives nationales de France : dossier de carrière de Roger Vercel (fonds F/17)